# Mosquée de Hadži Salih
 (avril 2016).
Si vous disposez d'ouvrages ou d'articles de référence ou si vous connaissez des sites web de qualité traitant du thème abordé ici, merci de compléter l'article en donnant les références utiles à sa vérifiabilité et en les liant à la section « Notes et références ».
La mosquée de Hadži Salih, également connue sous le nom de Stupnička džamija, est située sur le territoire de la Ville de Banja Luka, l'actuelle capitale de la république serbe de Bosnie en Bosnie-Herzégovine. Elle a été construite en 1595.
La cour intérieure de la mosquée (en bosnien : harem) abrite un cimetière avec 21 nişans (stèles ottomanes). Cet ensemble funéraire est inscrit sur la liste des monuments nationaux de Bosnie-Herzégovine.